# Баранов, Игорь Авенирович
Игорь Авенирович Баранов (5 февраля 1946, Симферополь — 22 апреля 2001, Симферополь) — советский и украинский историк-антиковед и медиевист, археолог. Специализировался на истории Крымского полуострова. Сотрудник и глава отдела Института археологии АН УССР. Доктор исторических наук (1994). Председатель Комитета по охране и использованию памятников истории и культуры Автономной республики Крым. Заслуженный деятель науки и техники Автономной Республики Крым, действительный член Крымской академии наук.

## Биография
Родился 5 февраля 1946 года в Симферополе в семье военного. Историей и археологией увлёкся в школьные годы в кружке О. И. Домбровского. После окончания школы, в 1964—1965 годах работал мастером связи телефонной станции, в апреле-июле 1965 года линейный монтёр Симферопольской городской телефонной станции. В 1965—1966 годах лаборант Института минеральных ресурсов в Симферополе.
В 1964 году поступил на исторической факультет Крымского государственного педагогического института. С 1966 года, учась на заочном отделении исторического факультета Одесского университета им. И. И. Мечникова, работал в Отделе античной и средневековой археологии Института археологии АН УССР. Начал участвовать в археологических исследованиях, в том числе на Аргинском городище. Во время обучения в университете проводил охранные археологические раскопки на Южном берегу Крыма. В 1968 году опубликовал первые научные статьи. После окончания в 1970 году университета самостоятельно вёл археологические раскопки салтово-маяцкого поселения Тау-Кипчак. В 1970—1971 годах служил в Советской Армии.
В 1966—1971 годах на должности лаборанта, в 1972—1974 — старшего лаборанта. Кандидатскую диссертацию «Ранние болгары в Крыму (локальный вариант салтово-маяцкой культуры)» защитил в 1977 году. В 1974—1986 годах на должности младшего научного сотрудника, а в 1986—1992 — старшего научного сотрудника отдела археологии Института археологии АН УССР (Симферополь). В 1992 году после создания Крымского филиала Института археологии — заместитель директора по научной работе, начальник отдела вплоть до 1998 года.
Осенью 1994 года защитил докторскую диссертацию «Таврика в составе Хазарского каганата».
В 1996 году избран членом исполкома Центрального района Симферополя, в 1998 — членом исполкома Симферопольского городского совета. С 1998 года и до смерти работал на должности председателя Комитета по охране и использованию памятников истории и культуры (ныне департамент государственной охраны культурного наследия Министерства культуры Республики Крым).
Заслуженный деятель науки и техники Автономной Республики Крым. Член Коммунистической партии Украины.
Умер 22 апреля 2001 года в Симферополе. Похоронен в Симферополе.

## Исследования
Публиковаться начал с 1968 года. В 1970 году раскапывал салтово-маяцкое поселение Тау-Кипчак. Совместно с А. И. Айбабиным в 1973—1976 годах исследовал комплекс протоболгарских памятников около посёлка Курортное на холме Кордон-Оба. Исследовал древнее поселение близ Загайтанской скалы. Проводил археологические разведки в Щебетовской долине. В период подготовки кандидатской диссертации знакомится с материалами исследований городища Тепсень, с фондами музеев Симферополя, Ялты и Феодосии. Кандидатскую диссертацию учёный защитил в 1977 году.
Много времени уделял проведения охранных раскопок. Его отличительной чертой было умелое сочетание новостроечных и плановых исследований. В период 1977—1998 годов ученый руководил Судакской археологической экспедицией Отдела античной и средневековой археологии НАН Украины. Экспедицией были изучены архитектурно-археологические остатки большинства фортификационных, а также культовых, жилых и ремесленных сооружений в городской застройке. Был получен обширный археологический материал. Результаты были опубликованы в 2004 в «Сугдейском сборнике», выпущенном по решению ученого совета Национального заповедника «София Киевская».
В 1992 году, после создания Крымского филиала Института археологии, на должности заместителя директора по научной работе. Даже в период работы в археологической экспедиции, практически всё лето 1993 и 1994 годов каждое утро посвящал работе с текстом и иллюстрациями. Итогом стала защита докторской осенью 1994 года.
Личный фонд И. А. Баранова (№ 53) хранится в Научном архиве Института археологии Национальной академии наук Украины.
Среди аспирантов — В. В. Майко, В. Г. Тур.

## Семья
Своё увлечение археологией передал сыну:
- Вячеслав Игоревич Баранов — научный сотрудник отдела археологии Киева Института археологии НАНУ[10].

## Память
- Выставка «Руководитель Судакской экспедиции» в Историческом музее г. Судака к 75-летию со дня рождения И. А. Баранова (февраль-декабрь 2021 года)[11].